# Bato-Munko Wankiejew
Bato-Munko Diemjanowicz Wankiejew ros. Бато-Мунко Демьянович Ванкеев (ur. 4 lutego 1977 w ułusie Mogsochon w Buriacji) – rosyjski i białoruski bokser pochodzenia buriackiego, brązowy medalista Mistrzostw Europy z 2006, uczestnik Letnich Igrzysk Olimpijskich w Atenach z roku 2004.

## Kariera
W kwietniu 2003 był finalistą Turnieju im. Feliksa Stamma w Warszawie. W półfinale pokonał po dogrywce reprezentanta Litwy Ivanasa Stapovičiusa, a finałowy pojedynek przegrał z reprezentantem Francji Jérôme Thomasem. W lipcu tego samego roku reprezentował Białoruś na Mistrzostwach Świata w Bangkoku. W walce 1/16 finału kategorii muszej pokonał przed czasem reprezentanta Macedonii Leia In Vaia. Rywalizację zakończył na 1/8 finału, w którym przegrał z Tajem Somjitem Jongjohorem.
W kwietniu 2004 zwyciężył w turnieju im. Feliksa Stamma, na którym rywalizował w kategorii muszej. W ćwierćfinale pokonał na punkty (33:18) Litwina Ivanasa Stapovičiusa, w półfinale pokonał na punkty (42:31) Włocha Vincenzo Picardiego, a w finale Jérôme Thomasa, wygrywając przed czasem w rundzie czwartej. Wankiejew zdobył kwalifikacje olimpijskie na Igrzyska w Atenach, wygrywając turniej Stamma. W sierpniu 2004 startował na Igrzyskach Olimpijskich w Atenach, rywalizując w kategorii muszej. Wankiejew przegrał swój pierwszy pojedynek z reprezentantem Dominikany Juanem Carlosem Payano, odpadając z rywalizacji.
W lipcu 2006 zdobył brązowy medal w kategorii muszej na Mistrzostwach Europy w Płowdiwie. W ćwierćfinale pokonał na punkty (24:9) Anglika Stuarta Langleya, a w półfinale przegrał na punkty (9:28) z Rosjaninem Gieorgijem Bałakszynem.
W 2006 i 2007 był mistrzem Białorusi w kategorii muszej.